# Savo Vukelić
Savo Vukelić (Drežnica, 27. siječnja 1917. – Rijeka, 25. kolovoza 1974.), bio je antifašist i vojni časnik.

## Životopis
Savo Vukelić rođen je u selu Drežnici kraj Ogulina 27. siječnja 1917. godine. Završio je osnovnu školu poslije koje je upisao zrakoplovnu podčasničku školu u kojoj je bio drugi u generaciji u padobranstvu.
Poslije Travanjskoga rata i okupacije Kraljevine Jugoslavije 1941. godine Savo se vratio u Drežnicu. Radio je na pripramama za podizanje ustanka, a u srpnju iste godine primljen je u Komunističku partiju Jugoslavije. Prvo se nalazio na mjestu zapovjednika partizanskog kampa kod sela Tomića, zatim na mjestu komandira Drežničkoga partizanskog odreda s kojim sudjeluje u borbama na Javornici oko Drežnice i Jasenka. Na mjesto zapovjednika bataljona je postavljen u rujnu 1941. godine, a 15. travnja 1942. godine dolazi na mjesto zamjenika zapovjednika pete operativne zone Hrvatske. U siječnju je postavljen za zapovjednika Šeste primorsko-goranske brigade i s njom do kolovoza 1943. godine izveo niz akcija na području Gorskoga kotara, Hrvatskoga primorja i Like. Poslije toga je od kolovoza do rujna bio načelnik Štaba Dvanaeste primorsko-goranske divizije, a potom je po naredbi Glavnog štaba NOV i PO Hrvatske prebačen na dužnost zapovjednika Operativnog štaba za Istru.
Aktivno je radio je na razvoju narodnooslobodilačkog pokreta na istarskom poluotoku. Imao je značajnog uspjeha u formiranju i osposobljavanju novih jedinica. Tako da je od većeg broja jedinica i brigada formirana 29. kolovoza 1944. godine 43. istarska divizija kojoj je on bio prvi zapovjednik. Zbog priljeva velikoga broja boraca u jedinice Narodnooslobodilačke vojske Jugoslavije, bilo je neophodno osposobiti komandni kadar. Dio kadra je upućen na školovanje u Glavni štab NOV i PO Hrvatske, a drugi se pripremao pod neposrednim rukovodstvom Save Vukelića. Na Prvom zasjedanju ZAVNOH-a izabran je za vijećnika, a bio je i član Pokrajinskog komiteta KPJ za Gorski kotar.
Poslije oslobođenja Jugoslavije, Vukelić je završio više i visoke vojne škole i obavljao niz dužnosti u Jugoslavenskoj narodnoj armiji. Bio je zapovjednik divizije, zapovjednik Časničke škole, zapovjednik gardijske divizije, zapovjednik vojnog područja, inspektor u kopnenoj vojsci i načelnik Više vojne škole kopnene vojske.
Preminuo je 25. kolovoza 1974. godine u Rijeci, a pokopan je u Aleji narodnih heroja na beogradskom Novom groblju.

## Odličja
Nositelj je Partizanske spomenice 1941. i drugih jugoslavenskih odličja, među kojima su Orden ratne zastave, Orden bratstva i jedinstva, Orden partizanske zvijezde, Orden zasluga za narod i dr. Orden narodnog heroja dobio je 27. studenoga 1953. godine.

## Vanjske poveznice
- Istarska enciklopedija: Vukelić, Savo